# 策德巴赫河
52°58′47″N 11°58′0″E / 52.97972°N 11.96667°E

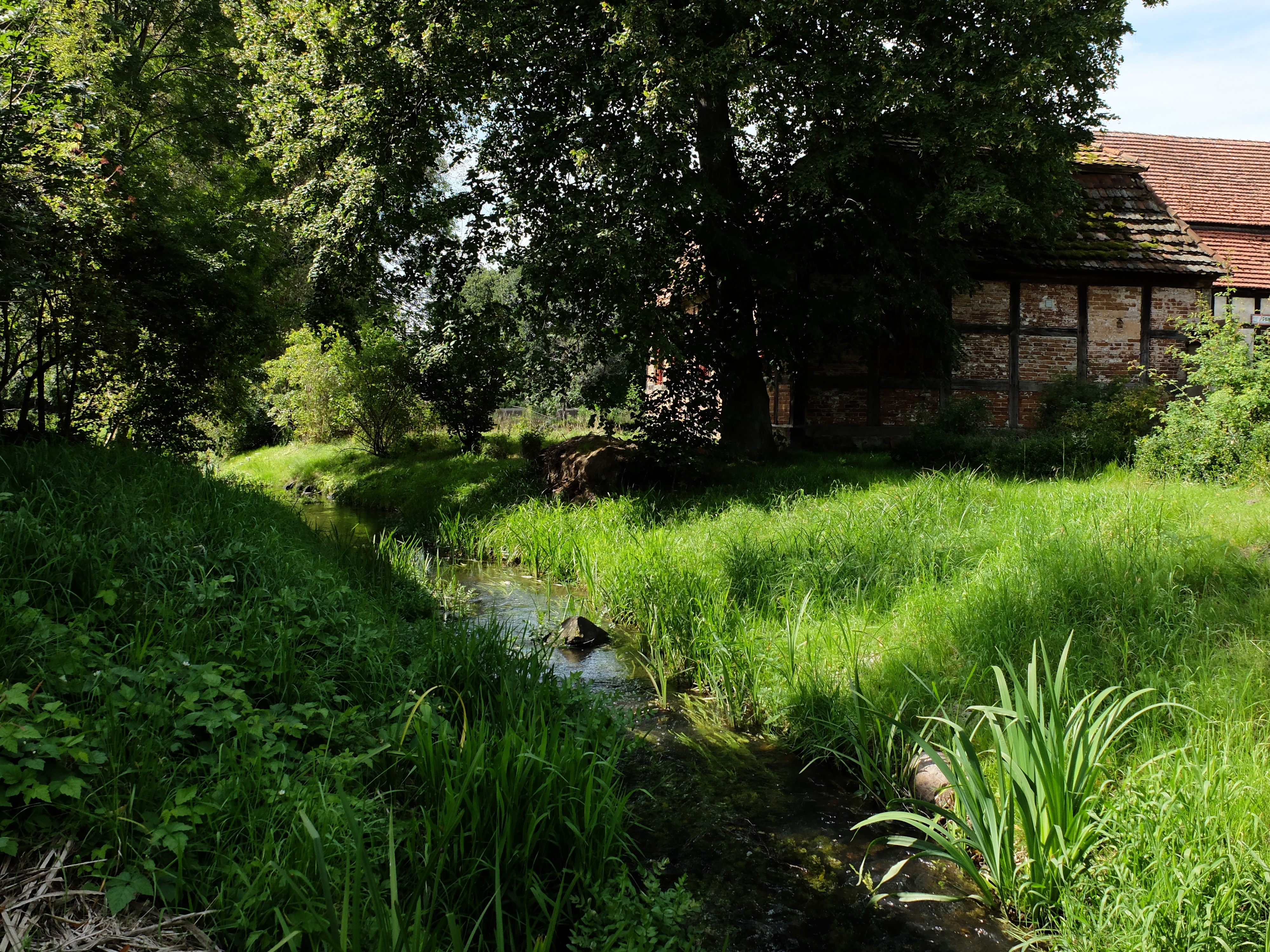
策德巴赫河

策德巴赫河（德語：Cederbach），是德國的河流，位於該國東北部，由勃蘭登堡州負責管轄，屬於卡塔訥河的右支流，河道全長25公里，發源自大潘科。